# أشياء قليلة (أغنية ون دايركشن)
أشياء قليلة (بالإنجليزية: Little Things)‏ هي أغنية من قبل فرقة الفتيان الإنجليزية-الأيرلندية ون دايركشن من ألبومهم الإستديو الثاني، خذني إلى المنزل (2012). تم إصداره بواسطة موسيقى سايكو في 12 نوفمبر 2012، كالأغنية المنفردة الثانية للتسجيل. كُتبت الأغنية بواسطة فيونا بيفان وإد شيران، وأُنتجت بواسطة جيك غوسلينغ. لفتت بيفان الأغنية إلي انتباه شيران عندما كان في الإستديو مع المجموعة في عام 2012، مما أدي إلي تسجيل الفرقة لها. أغنية «أشياء قليلة» عبارة عن سرعة إيقاع بوب متوسط وفولك بالاد عن الإصرار علي أن العيوب هي التي تجعل الشخص فريدًا من نوعه.
تلقى المسار آراء مختلطة من نقاد الموسيقى المعاصرين، الكثير منهم شعر أن الأغنية ليست مُصممة لهم. أصبحت الأغنية ثاني ضربة بالمرتبة الأولي للمجموعة في المملكة المتحدة، بينما وصلت إلي العشرة الأوائل في أستراليا، وأيرلندا، ونيوزيلندا. بالإضافة إلي ذلك، وصلت إلي أعلي أربعين مركزًا في بلجيكا (والونيا)، وكندا، والدنمارك، والسويد، وسويسرا، والولايات المتحدة. وقد تم اعتماد الرقم بلاتينياً من قبل رابطة صناعة التسجيلات الأمريكية (RIAA) لمبيعات من 1000000 نسخة.
من إخراج فوغان أرنيل، تم تصوير الفيديو الموسيقي المُصاحب بالأبيض والأسود ويتكون من مفهوم بسيط — ون دايركشن تسجل الأغنية. عند الإصدار، تلقت مراجعات إيجابية من المراجعين، والذين أشاروا إلي أنها كانت مرافق مثالي للأغنية. أدت الفرقة المسار علي كل من إصدارات المملكة المتحدة والولايات المتحدة لدي برنامج ذا إكس فاكتور وخلال جولاتهم الموسيقية الـ3 الرئيسية: جولة خذني إلي المنزل (2013)، وجولة أين نحن (2014) وجولة في الطريق مرة أخري (2015).

## وصلات خارجية
- الفيديو الموسيقي الرسمي علي يوتيوب